# Baron Ferrers de Chartley
Le titre de Baron Ferrers de Chartley est un titre de noblesse anglais.
Il est créé le 6 février 1299 pour John de Ferrers, fils de Robert de Ferrers, 6e comte de Derby. La fille du 6e baron Ferrers de Chartley, Anne, épouse Walter Devereux, convoqué au Parlement en tant que Lord Ferrers en son nom. Leurs descendants devinrent comtes d'Essex et la pairie fut confisquée en 1601 à la suite de l'assassinat de Robert Devereux, 2e comte d'Essex, mais restituée à son fils Robert en 1604, qui mourut en 1646. Cette période prend fin en 1677 lorsque Robert Shirley, petit-fils de l'une des sœurs du 3e comte d'Essex, est nommé Lord Ferrers de Chartley avec préséance sur la création originale. En 1711, Shirley est créé 1er comte Ferrers (en), mais le comté et la baronnie se séparent à sa mort, la baronnie revenant à Elizabeth Shirley (en), sa petite-fille, tandis que le comté revient à son second fils. À la mort d'Elizabeth Shirley en 1741, 15e baronne Ferrers de Chartley et épouse du comte de Northampton, la pairie tombe à nouveau brièvement en suspens, jusqu'en 1749, année voyant la mort de deux des trois héritières, laissant la fille survivante, Charlotte Compton, épouse du marquis Townshend (en), en tant que 16e baronne Ferrers de Chartley. La baronnie fusionne avec le marquisat jusqu'à la mort de George Ferrars Townshend, 3e marquis Townshend, en 1855, date à laquelle elle est à nouveau tombée en déshérence entre ses deux sœurs et leurs héritiers. Elle reste aujourd'hui en déshérence.

## Origines de la famille Ferrers de Chartley

Armes de Ferrers of Chartley : Vairon, d'or et de gueules

Les seigneurs Ferrers de Chartley descendent d'Henri de Ferrières, de Ferrières-Saint-Hilaire en Normandie, qui participe à la conquête normande de l'Angleterre et est richement récompensé par le roi Guillaume le Conquérant par l'octroi de 210 manoirs à travers l'Angleterre et le Pays de Galles, situés principalement dans le Derbyshire et le Leicestershire. Son fils Robert de Ferrières est nommé comte de Derby, et ce titre reste dans la famille jusqu'à ce que Robert de Ferrières, 6e comte de Derby, soit arrêté en 1267 pour sa participation à la Seconde guerre des Barons contre Henri III. Des conditions draconiennes sont fixées pour la reprise de ses terres, et il ne peut récupérer le manoir de Chartley, dans le Staffordshire, qu'en 1275.
John de Ferrers, fils et héritier de l'ancien 6e comte, poursuit la lutte de son père pour la restauration des terres familiales jusqu'à ce qu'Édouard Ier lui interdise de la poursuivre en 1301. En 1298-1299, il est convoqué au Parlement, devenant ainsi le premier baron Ferrers de Chartley.

## Liste chronologique des barons
- John de Ferrers, 1er baron Ferrers de Chartley (1271–1312), fils de Robert de Ferrers, 6e comte de Derby, est convoqué (ja) au Parlement et devient ainsi baron Ferrers de Chartley ;
- John de Ferrers, 2e baron Ferrers de Chartley (ru) (mort en 1324) ;
- Robert de Ferrers, 3e baron Ferrers de Chartley (en) (1309–1350) ;
- John de Ferrers, 4e baron Ferrers de Chartley (en) (1329–1367) ;
- Robert de Ferrers, 5e baron Ferrers de Chartley (en) (1360–1413) ;
- Edmund de Ferrers, 6e baron Ferrers de Chartley (en) (1389–1435) ;
- William de Ferrers, 7e baron Ferrers de Chartley (de) (1412–1450) ;
- Anne de Ferrers, 8e baronne Ferrers de Chartley (de) (1438–1468), qui, en tant que femme, a pu succéder à une baronnie créée par décret (ja). son mari Walter Devereux (en), seigneur Ferrers de Chartley, est convoqué au Parlement en tant que Lord Ferrers jure uxoris (de son droit) et mourut en 1485.
- John Devereux (9e baron Ferrers de Chartley) (en) (1463–1501), succède à sa mère ;
- Walter Devereux, 1er vicomte Hereford, 10e baron Ferrers de Chartley (1491–1558) ;
- Walter Devereux, 1er comte d'Essex, 2e vicomte d'Hereford, 11e baron Ferrers de Chartley (1540–1576) ;
- Robert Devereux, 2e comte d'Essex, 3e vicomte d'Hereford, 12e baron Ferrers de Chartley (1567–1601), à sa mort en 1601, la pairie est confisquée ;
- Robert Devereux, 3e comte d'Essex, 4e vicomte d'Hereford, 13e baron Ferrers de Chartley (1591–1646), titres restaurés en 1604 ; à sa mort en 1646, la baronnie tombe en déshérence.
- Robert Shirley, 1er comte Ferrers, 14e baron Ferrers de Chartley (1650–1717), la baronnie tombe en déshérence en 1677, en 1711 il est fait 1er comte Ferrers (en) ;
- Elizabeth Shirley, 15e baronne Ferrers de Chartley (en) (1694–1741), à sa mort en 1741 la baronnie tombe à nouveau en déshérence.
- Charlotte Compton, 16e baronne Ferrers de Chartley (en) (c.1710–1770), la baronnie n'est plus en déshérence en 1749 ;
- George Townshend, 2e marquis Townshend, 17e baron Ferrers de Chartley (1755–1811) ;
- George Ferrars Townshend, 3e marquis Townshend, 18e baron Ferrers de Chartley (1788–1855), à sa mort, la pairie est à nouveau mise en déshérence, comme elle l'est encore aujourd'hui.